# University of the South Pacific
University of the South Pacific är ett universitet i Kiribati.   Det ligger i örådet Tarawa och ögruppen Gilbertöarna, i den södra delen av landet, 4 km öster om huvudstaden Tarawa. 